# Goldene Leinwand
Goldene Leinwand, (Pantalla de Oro en idioma alemán) es un premio creado en 1964 por la HDF (Hauptverband Deutscher Filmtheater e.V., Asociación alemana de salas de cine) y la revista profesional Filmecho/Filmwoche.  
Al igual que el Disco de Oro, se trata de una certificación de ventas.  
El Goldene Leinwand es otorgado a compañías que hayan distribuido una película con un total de más de tres millones de entradas vendidas en un período de dieciocho meses.

## Categorías
| Categoría                                 | Nombre Original                           | Entradas Vendidas |
| ----------------------------------------- | ----------------------------------------- | --- |
| Pantalla de Oro                           | Goldene Leinwand                          | Para tres millones de entradas en dieciocho meses                                                                         |
| Pantalla de Oro con estrella              | Goldene Leinwand mit Stern                | Para seis millones de entradas en dieciocho meses                                                                         |
| Pantalla de Oro con dos estrellas         | Goldene Leinwand mit 2 Sternen            | Para nueve millones de entradas en dieciocho meses.                                                                       |
| Pantalla de Oro con tres estrellas        | Goldene Leinwand mit 3 Sternen            | Para doce millones de entradas en dieciocho meses.                                                                        |
| Pantalla de Oro edición especial          | Goldene Leinwand Sonderausgaben           | Para quince o dieciocho millones de entradas en dieciocho meses.                                                          |
| Pantalla de Oro con estrella y brillantes | Goldene Leinwand mit Stern und Brillanten | Para una serie de al menos seis películas relacionadas que en conjunto hayan vendido más de treinta millones de entradas. |
| Pantalla de Oro honoraria                 | Goldene Leinwand für besondere Verdienste | |
| insignia Pantalla de Oro                  | Goldene Leinwand Pin                      | |

Titanic es la única película que ha recibido el galardón especial por la venta de primero quince y luego dieciocho millones de entradas.
Las series de películas de James Bond en 1983, las de Star Wars en 2005 y las de Harry Potter en 2009 han recibido el premio Pantalla de Oro con estrella y brillantes.